# Willy Debosscher
Willy Debosscher (Gent, 14 februari 1943) is een Belgisch voormalig wielrenner die actief was in zowel het baan- als het wegwielrennen. 

## Carrière
Debosscher nam in 1968 deel aan de Olympische Zomerspelen in Mexico-Stad. Tijdens deze spelen behaalde hij met de Belgische ploeg de kwartfinale op de ploegenachtervolging. 
Vanaf september 1969 tot 1985 was Debosscher beroepswielrenner. Als beroepswielrenner wist hij enkele wegkoersen te winnen waaronder de GP Dr. Eugeen Roggeman. Als baanwielrenner werd hij in 1977 Belgisch kampioen op de sprint en in het stayeren. Hij wist vijf zesdaagse te winnen. Hij stond op de zesdaagse bekend als de clown.

## Palmares

### Baanwielrennen
| Jaar                  | BK                                        | EK          | WK          | Overige                                            |             |
| Als amateur           | Als amateur                               | Als amateur | Als amateur | Als amateur                                        | Als amateur |
| --------------------- | ----------------------------------------- | ----------- | ----------- | -------------------------------------------------- | ----------- |
| 1968                  | 1km tijdrit                               |             |             | Olympische Spelen: 1/4 finale ploegenachtervolging |             |
| 1969                  | koppelkoers, 1km tijdrit · tandem, omnium |             |             |                                                    |             |
| Als beroepswielrenner |                                           |             |             |                                                    |             |
| 1970                  | sprint                                    |             |             |                                                    |             |
| 1971                  | sprint                                    |             |             |                                                    |             |
| 1972                  | sprint                                    |             |             |                                                    |             |
| 1973                  | sprint                                    |             |             |                                                    |             |
| 1974                  | koppelkoers                               |             |             |                                                    |             |
| 1975                  | stayeren                                  |             |             |                                                    |             |
| 1976                  |                                           |             |             |                                                    |             |
| 1977                  | sprint, stayeren · koppelkoers            |             |             |                                                    |             |
| 1978                  |                                           | stayeren    |             |                                                    |             |
| 1979                  |                                           |             |             |                                                    |             |
| 1980                  |                                           |             |             |                                                    |             |
| 1981                  | sprint, omnium                            |             |             |                                                    |             |
| 1982                  | sprint                                    |             |             |                                                    |             |
| 1983                  |                                           |             |             |                                                    |             |

### Zesdaagsen
| Jaar | Zesdaagse van | Samen met        | Resultaat |
| ---- | ------------- | ---------------- | --------- |
| 1973 | Chicago       | Eddy Demedts     | Goud      |
| 1973 | Detroit       | Eddy Demedts     | Goud      |
| 1979 | Montréal      | Pietro Algeri    | Goud      |
| 1980 | Montréal      | Pietro Algeri    | Goud      |
| 1980 | Gent          | René Pijnen      | Brons     |
| 1981 | Gent          | René Pijnen      | Brons     |
| 1981 | Madrid        | Constant Tourné  | Brons     |
| 1983 | Buenos Aires  | Stefan Schröpfer | Goud      |
| 1983 | Madrid        | Patrick Moerlen  | Brons     |
| 1984 | Buenos Aires  | René Kos         | Brons     |

### Wegwielrennen
1971
GP Dr. Eugeen Roggeman
1972
Arnhem
1973
Nazareth
Beveren-Leie
Wielerploegen van Willy Debosscher
Allan ·
Bellet ·
Bracke ·
Dalgal ·
Debosscher ·
Draux ·
Jiménez ·
Libouton ·
McCormack (tot 15/06) ·
Scheers ·
Schroyens ·
Swerts · 
Van De Vijver · 
Van Den Broeck ·
Van Der Linden ·
Van der Slagmolen ·
Van Uffel ·
Vandersnickt ·
Vanderveken